# Paweł z Krakowa
Paweł z Krakowa herbu Tępa Podkowa (zm. 1498 w Krakowie) – sufragan krakowski, biskup laodycejski, bakałarz teologii.
Przeor klasztoru św. Trójcy w Krakowie. Biskupem tytularnym Laodycei oraz sufraganem krakowskim został w 1464.
W 1466 konsekrował kościół w Chruszczobrodzie, a w 1493 udzielił święceń kapłańskich królewiczowi Fryderykowi Jagiellończykowi, od 1488 będącemu biskupem krakowskim.